# Evangelische Kirche (Landefeld)

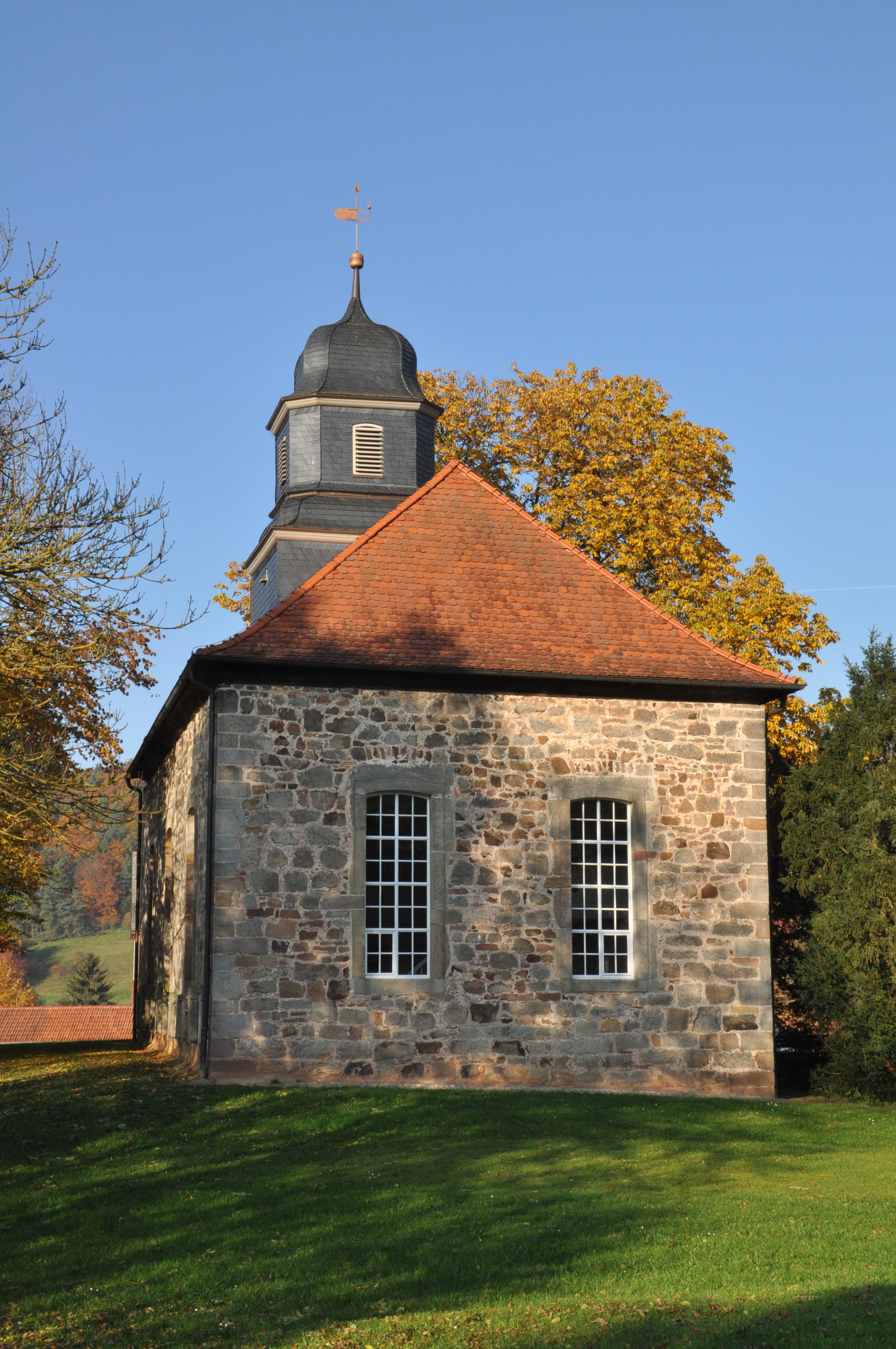
Evangelische Kirche in Landefeld

Die evangelische Kirche Landefeld ist ein denkmalgeschütztes Kirchengebäude, das in Landefeld steht, einem Stadtteil von Spangenberg im Schwalm-Eder-Kreis (Hessen). Die Kirche gehört zum Kirchspiel Spangenberg im Kirchenkreis Schwalm-Eder im Sprengel Marburg der Evangelischen Kirche von Kurhessen-Waldeck.

## Beschreibung
Die Saalkirche wurde 1789 aus Bruchsteinen gebaut. Aus dem Satteldach des Kirchenschiffs erhebt sich im Norden ein schiefergedeckter Dachturm, in dem 1949 eine Kirchenglocke aufgehängt wurde.
Die Kirchenausstattung stammt aus der Bauzeit. Die Orgel wurde 1840 von Friedrich Bechstein gebaut.